# 葡萄糖酸内酯
D-葡萄糖酸 δ-内酯（英語：Glucono delta-lactone）（简称「葡萄糖酸内酯」或「GDL」），在食品工业用作螯合剂，酸化剂等，其E编码为E575。它是D-葡萄糖酸的内酯形式。纯品为白色粉末状无味结晶。
自然存在于蜂蜜、果汁等富含葡萄糖的食品中。其可水解回酸性的葡萄糖酸，赋予它们一种类似发酵过的轻微的酸味，口味上的酸度大概是柠檬酸的三分之一。其在体内的代谢是通过转化为葡萄糖才得以实现的，葡萄糖酸内酯和糖有着相仿的热值。
酵母家族Saccharomyces bulderi 能够将葡萄糖酸内酯进一步分解为乙醇和二氧化碳。

## 合成
在生物（如蜜蜂）体内，D-葡萄糖在葡萄糖氧化酶的作用下失去两个氢原子，1号碳被氧化成羧基并最终脱去一分子水形成1,5-内酯形式。反应的另一样产物是过氧化氢。通过人工生产的葡萄糖氧化酶因此被用在糖尿病人的血糖试纸上，用以让病人自行测定血样或尿样中葡萄糖的浓度。现在的便携式电子血糖仪很多使用这类试纸。

葡萄糖被溴水（次溴酸）或碘在碱液中温和氧化也可以可得D-δ-葡萄糖酸内酯。

## 用途
- 用於製造豆花、嫩豆腐的凝固劑。